# 鯨の中のジョナ
『鯨の中のジョナ』（原題：Jona che visse nella balena）は、1992年製作のイタリア・フランスの合作映画。

## 概説
78年にオランダで出版されて以来、世界16カ国で翻訳されているヨナ・オバースキーの伝記小説『チャイルドフッド（田口俊樹・訳）』（キネマ旬報社）を原作に、ホロコースト下のナチス強制収容所に送られた、オランダ系ユダヤ人一家の悲劇を描いた佳作映画。

## あらすじ
1942年、アムステルダム。もうすぐ4歳になろうとするジョナ(ヨナ)は優しいパパとママの愛情を受け、一家はつましいながらも幸せに暮していた。ある日一家はユダヤ人という事で、ホロコーストに巻き込まれ強制収容所に送られる事に。そこには一家を待ち受ける過酷な運命が待ち受けていた・・・。『人を決して恨んだり憎んじゃ駄目』という風に育てられたジョナだったが・・・。

## スタッフ
- 監督：ロベルト・ファエンツァ
- 原作：ヨナ・オバースキー
- 脚本：ロベルト・ファエンツァ、フィリッポ・オットーニ、ヒュー・フリードウッド
- 撮影：ケンデ・ヤーノシェ
- 音楽：エンニオ・モリコーネ

## キャスト
- ルーク・ペーターソン：幼少のジョナ
- ジェネー・デル・ヴェッチオ：少年になったジョナ
- ジャン＝ユーグ・アングラード：ジョナの父
- ジュリエット・オーブリー：ジョナの母